# Barry Scobee
Albert Barry Scobee (Pollock, 2 de mayo de 1885 - Kerrville, 18 de marzo de 1977) fue un escritor, periodista, historiador y editor estadounidense. Fue presidente de la Fort Davis Historical Society de Texas.
Colaboró en Short Stories con relatos de aventuras, así como en Adventure, Action Stories, Boys' Life, The Masked Rider Western Magazine y Thrilling Western.